# Вільгельм Андерсон
Вільгельм Роберт Карл Андерсон (ест. Wilhelm Robert Karl Anderson, біл. Вільгельм Роберт Карл Андэрсан; 28 жовтня 1880 Мінськ, Російська імперія — 26 березня 1940, Мезерітс-Обравальде, Німеччина) — естонський астрофізик німецького походження, який досліджував фізичну структуру зірок.

## Біографія
Народився 1880 року в Мінську, в родині етнічних німців. Його молодшими братами були відомий математик Оскар Андерсон (1887—1960) та фольклорист Вальтер Андерсон (1885—1962). Провів частину своєї юності в Казані, де його батько Ніколай Андерсон працював професором фіно-угорських мов в місцевому університеті.
Навчався на математичному факультеті Казанського університету, який закінчив у 1909 році. Упродовж 1910—1920 років працював
вчителем фізики спочатку в Самарі, а потім і в Мінську. 1920 року разом з братом Вальтером переїхав до Тарту. У Тартуському університеті отримав диплом магістра астрономії в 1923 році, а в 1927 захистив докторську дисертацію. 1934 року проходив габілітацію, а в 1936 році став професором у Тартуському університеті. В 1939 році, як і більшість балтійських німців був переселений до Німеччини, де невдовзі помер у санаторії в Мезерітс-Обравальде.
Андерсон найбільш відомий своїм дослідженням маси білих карликів.

## Вибрані праці
- Über die Existenzmöglichkeit von kosmischem Staube in der Sonnenkorona. Zeitschrift für Physik 28, Berlin, 1924.
- Über die Grenzdichte der Materie und der Energie. Zeitschrift für Physik 56, Berlin, 1929.